# Isaak Guderian
Isaak Guderian (nemško: [ˈiːza.a(ː)k ɡuˈdeːʁi.an, ˈiːzaːk -]), znan kot Isaak, nemški pevec, * 31. januar 1995, Minden, Nemčija

## Zgodnje in zasebno življenje
Guderian se je rodil leta 1995 islandski materi in nemškemu očetu ter odraščal v Porta Westfalici v Severnem Porenju-Vestfaliji. Trenutno živi v Espelkampu z ženo Loreen in dvema otrokoma.

## Kariera
Guderian je svojo glasbeno kariero začel kot ulični glasbenik, nato pa je ustanovil skupino. Leta 2011 je sodeloval v nemški televizijski oddaji talentov X Factor.
Pri 18 letih je Guderian ustanovil lastno podjetje za organizacijo lokalnih in alternativnih glasbenih dogodkov. Leta 2020, med pandemijo COVID-19, je začel pisati glasbo in leta 2021 je zmagal na Show Your Talent. Isaak se je febrauarja 2024 udeležil nemškega nacionalnega izbora za Pesem Evrovizije 2024 s pesmijo »Always on the Run«, Med devetimi nastopajočimi je zmagal in pridobil pravico zastopati Nemčijo na tekmovanju. V finalu Pesmi Evrovizije je zasedel 12. mesto s 117 točkami.

## Diskografija

### Pesmi
| Naslov                                    | Leto | Najvišja uvrstitev na lestvicah | Najvišja uvrstitev na lestvicah | Najvišja uvrstitev na lestvicah | Najvišja uvrstitev na lestvicah |
| Naslov                                    | Leto | GER                             | AUT                             | LTU                             | SWE Heat.                       |
| ----------------------------------------- | ---- | ------------------------------- | ------------------------------- | ------------------------------- | ------------------------------- |
| »Too Late«                                | 2020 | —                               | —                               | —                               | —                               |
| »Sober«                                   | 2020 | —                               | —                               | —                               | —                               |
| »One Life«                                | 2021 | —                               | —                               | —                               | —                               |
| »Shelter«                                 | 2021 | —                               | —                               | —                               | —                               |
| »Free«                                    | 2021 | —                               | —                               | —                               | —                               |
| »Impact«                                  | 2021 | —                               | —                               | —                               | —                               |
| »Water to the Seed«                       | 2021 | —                               | —                               | —                               | —                               |
| »Finally«                                 | 2021 | —                               | —                               | —                               | —                               |
| »Baby Steps« (skupaj z Davidom Puentezom) | 2022 | —                               | —                               | —                               | —                               |
| »Home«                                    | 2022 | —                               | —                               | —                               | —                               |
| »Postcard«                                | 2023 | —                               | —                               | —                               | —                               |
| »Always on the Run«                       | 2024 | 22                              | 69                              | 21                              | 4                               |
| »Never The Same«                          | 2024 | —                               | —                               | —                               | —                               |